# (200346) 2000 JU6
(200346) 2000 JU6 es un asteroide perteneciente al cinturón de asteroides descubierto el 4 de mayo de 2000 por el equipo del Lincoln Near-Earth Asteroid Research desde el Laboratorio Lincoln, Socorro, Nuevo México, Estados Unidos.

## Designación y nombre
Designado provisionalmente como 2000 JU6.

## Características orbitales
2000 JU6 está situado a una distancia media del Sol de 3,106 ua, pudiendo alejarse hasta 3,539 ua y acercarse hasta 2,673 ua. Su excentricidad es 0,139 y la inclinación orbital 14,94 grados. Emplea 1999,91 días en completar una órbita alrededor del Sol.

## Características físicas
La magnitud absoluta de 2000 JU6 es 14,9. 